# Lay's

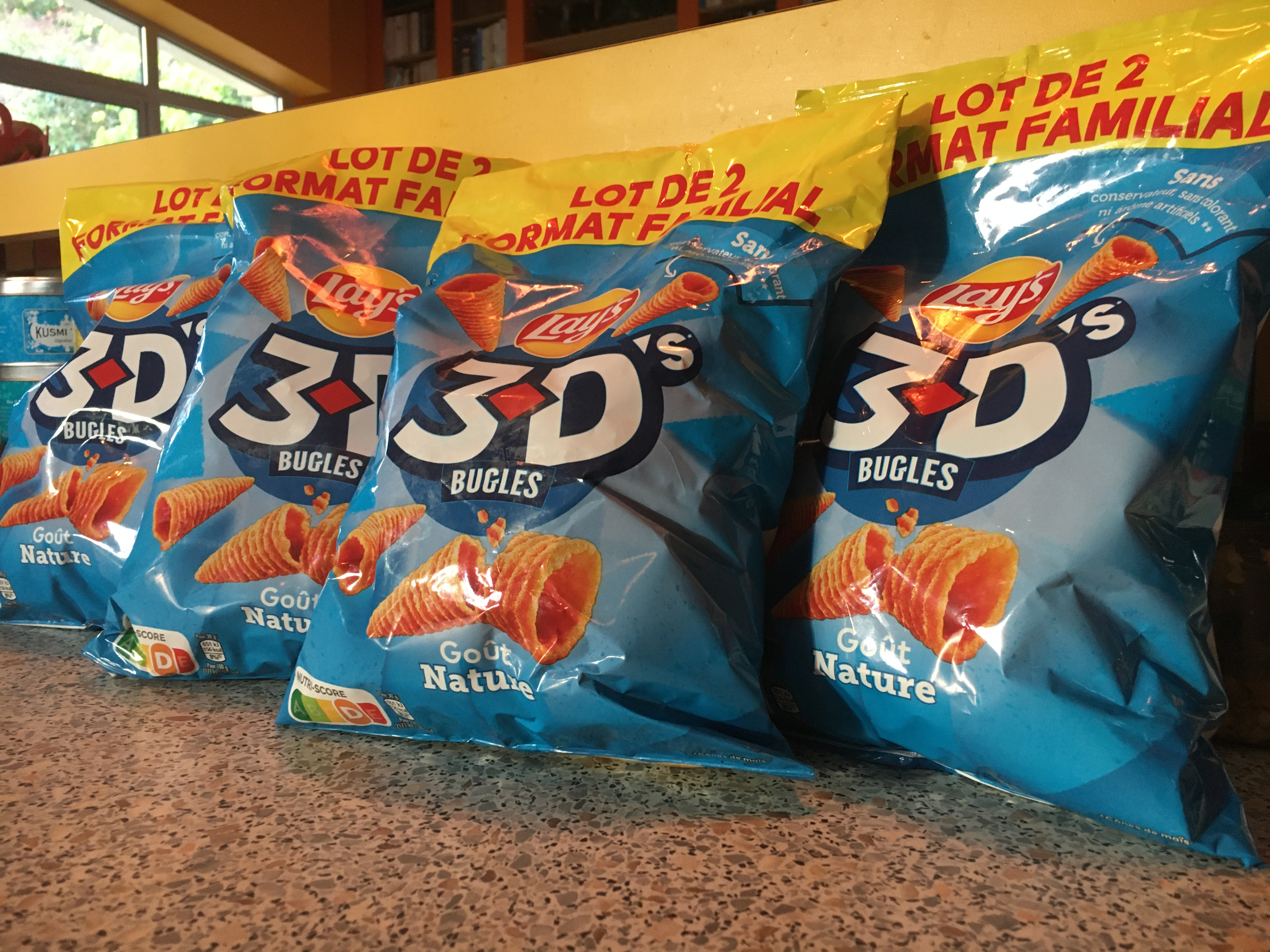
Les chips 3D font partie des nombreux biscuits apéritifs appartenant à la marque Lay's.

Lay's est le nom d'une marque commerciale de chips de pomme de terre et à l'origine celui de la société américaine qui créa cette marque en 1932.
Les chips Lay's sont vendues dans plus de 122 pays.
Elles sont actuellement commercialisées par la société Frito-Lay, filiale de PepsiCo depuis 1965.
La marque est connue sous d'autres noms dans divers pays : Walkers au Royaume-Uni et en Irlande, Chipsy en Égypte, Poca au Vietnam, Tapuchips en Israël, Sabritas au Mexique et Margarita en Colombie.
Parmi les autres marques commercialisées par le groupe Frito-Lay figurent Fritos, Doritos, Ruffles, Cheetos, Rold Gold (bretzels) et Sunchips.
Les produits commercialisés en Europe occidentale sont fabriqués dans l'usine PepsiCo de Furnes (Flandre-Occidentale, Belgique), seule entité du groupe produisant des chips Lay's sur le continent.

## Histoire
En 1932, un vendeur du nom de Herman Lay ouvre à Dorset (Ohio) un commerce d'aliments de grignotage et rachète en 1938 un fabricant de chips d'Atlanta (Géorgie), la société « Food Company Barrett » qu'il renomme « HW Lay Lingo & Company ». Herman Lay arpente dès lors les États du sud des États-Unis pour vendre ses produits sortis du coffre de sa voiture. En 1942, Lay installe la première chaîne de transformation des pommes de terre en continu, autorisant pour la première fois une production de chips à grande échelle.
En 1944, il est le premier fabricant de grignotises à acheter des messages publicitaires à la télévision, avec un porte-parole de grande notoriété, l'acteur Bert Lahr.
Sa ligne de signature, « so crisp you can hear the freshness » (si croustillantes que vous pouvez entendre la fraîcheur), devint le premier slogan publicitaire pour des chips, à côté du « de-Lay-sious! ».
Avec ses publicités populaires diffusées au long des années 1950, Lay's est devenu une marque nationale, distribuant ses produits dans l'ensemble des États-Unis.
En 1961, La société Frito Company, fondée par Elmer Doolin, fusionne avec Lay's pour former Frito-Lay Inc., géant du snack food, avec un chiffre d'affaires annuel global de plus de 127 millions de dollars, supérieur à celui de tous ses concurrents. Peu de temps après, Lays a lancé son plus célèbre slogan « betcha can't eat just one » ( J'te parie qu'en manger qu'une seule ne te suffit pas !). La vente des chips est devenue un commerce international, avec une stratégie de commercialisation s'appuyant sur des célébrités.

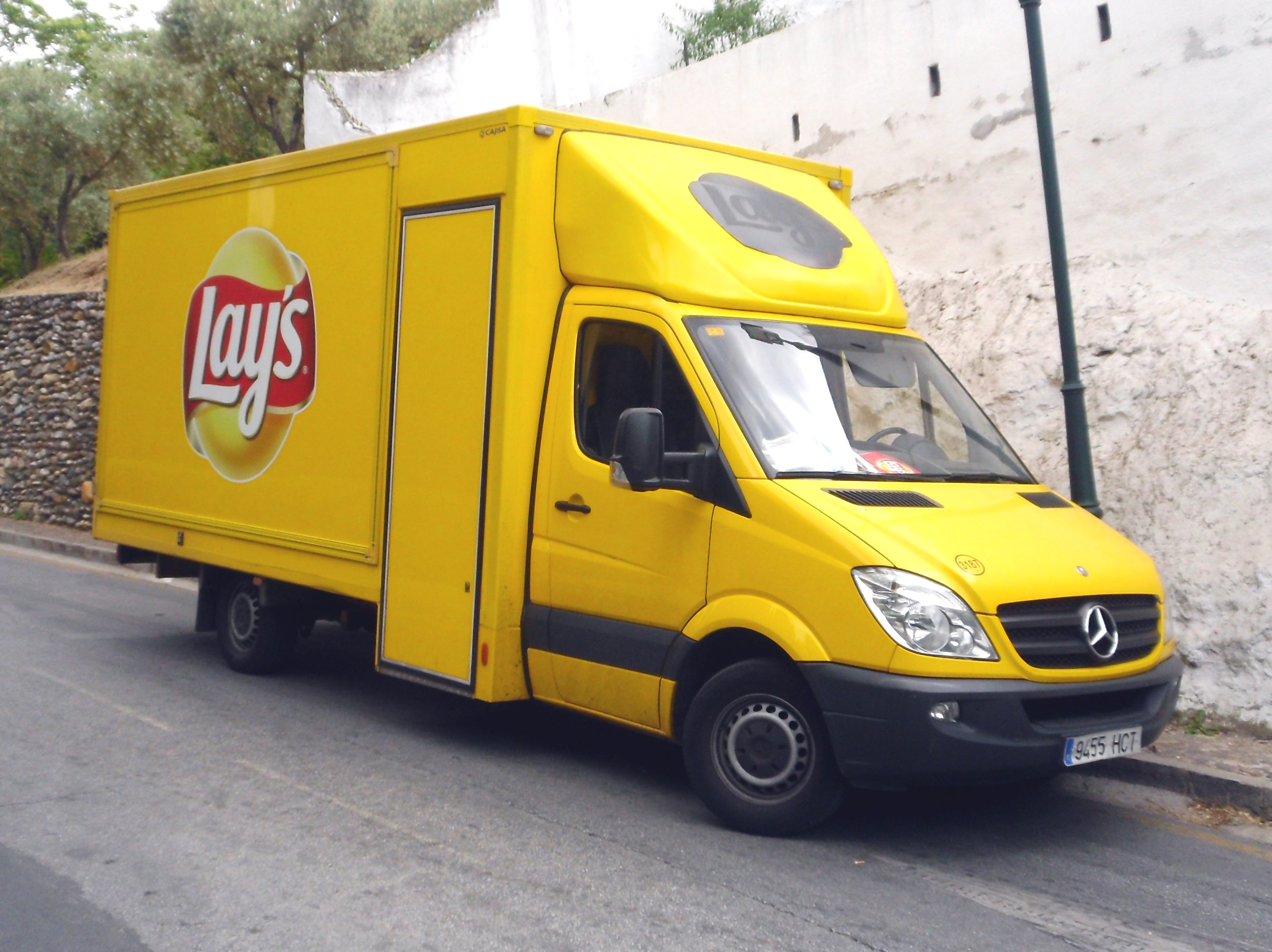
Camion Lay's en Espagne.

En 1965, Frito-Lay fusionne avec Pepsi-Cola Company pour former PepsiCo Inc. Une version barbecue de ses chips apparaît dans les rayons.
Une nouvelle formulation de la chips, plus croustillante et gardant sa fraîcheur plus longtemps, est introduite en 1991.
Peu après, la société crée les chips Wavy Lays (Lays ondulées). La marque Lay's est introduite en France en 2003, en remplacement de Croky, marque d'origine belge acquise par Frito-Lay en 1998.
Dans la seconde moitié des années 1990, Lay modifie la formule de ses chips barbecue et les vend sous une nouvelle marque, « Masterpiece KC », du nom d'une sauce populaire, et lance une version cuite au four, à basses calories ainsi qu'une variété sans matières grasses (chips Lay's WOW, préparées avec un substitut de graisse, l'olestra).

## Aspects nutritionnels
Comme c'est le cas de la plupart des aliments de grignotage, les produits Lay's contiennent très peu de vitamines et de minéraux, quel que soit le type de produit. La teneur en vitamine C, qui représente 10 % des besoins journaliers par portion, est la plus importante.
La teneur en sel est particulièrement élevée, avec environ 380 mg de sodium par portion.

## Enzymes d'origine animale
Certains produits Frito-Lay aromatisés, fabriqués pour le marché américain, peuvent contenir des enzymes de présure ou de porc qui sont ajoutés dans le processus de fabrication du fromage.
Cela les rend impropres à la consommation par les végétariens, pesco-végétariens et végans. Les produits marqués casher sont exempts d'enzymes d'origine animale.

## Données économiques
La marque Lay's rapporte à l'entreprise PepsiCo plus de 11 milliards de dollars en vente mondiale. Selon les estimations du magazine Capital, les ventes au niveau mondial sont passées de 6 milliards en 2009 à 9,6 milliards en 2013. En France, elle est le leader du marché des chips avec 39 % de part de marché ; elle rapporte 137 millions d'euros avec une hausse de 15 %. Son concurrent Vico pèse trois fois moins.